# Parque 10 de Novembro
O Parque 10 de Novembro, conhecido como Parque Dez, bairro do município brasileiro de Manaus, capital do estado do Amazonas. Localiza-se na Zona Centro-Sul da cidade. De acordo com estimativas da Secretaria de Desenvolvimento Econômico, Ciência, Tecnologia e Inovação do Amazonas (SEDECTI), sua população era de 51 648 habitantes em 2021.

## História
O Parque 10 foi criado em 1938, quando um ano antes, em 10 de novembro de 1937, o presidente Getúlio Vargas havia fechado o Congresso Nacional, instalado o Estado Novo. O endurecimento do regime não impediu que, em Manaus, fosse criado o balneário do Parque 10, estruturado para receber as famílias amazonenses em sua piscina natural, abastecida pelas águas límpidas do igarapé do Mindu, em vasta área verde, com zoológico e um restaurante para a satisfação gastronômica dos frequentadores.
O acesso ao balneário se dava pela rua Recife, que descia do bairro de Adrianópolis, em pista pavimentada de cimento, até o Parque 10. Nas imediações, onde hoje está aberta a Avenida Efigênio Sales, uma vereda, antigamente conhecida por V-8, levava a inúmeras chácaras, todas tendo ao fundo o igarapé do Mindu, formando banhos particulares. O bairro estava nos limites extremos de Manaus e, ao atravessar o igarapé, a floresta predominava em toda sua extensão. O local permaneceu por muito tempo como enorme área de lazer, onde os manauaras se refrescavam dos dias quentes e se esqueciam do mormaço econômico que insistia em medrar no Amazonas.
No entanto, a área do Parque 10 sofre todas as conseqüências advindas de nova mudança de regime político, agora com o golpe de Estado de 1964, praticado pelos militares, que resultou na criação da Zona Franca de Manaus e na edificação do conjunto residencial Castelo Branco, para atender a política habitacional do novo governo. Construído pela Cohabam (Companhia Habitacional do Amazonas), com recursos federais, o conjunto é inaugurado em 1969 e começa a receber seus primeiros moradores, que ocupam as casas sem toda a infra-estrutura desejada para moradias. As casas, de um, dois e três quartos, tinham banheiro, cozinha, uma varanda na frente e quintal sem muro. Construídas em área totalmente desmatada, as casas estavam expostas às ventanias e temporais que arrancavam telhados e causavam destruição no conjunto.
As melhorias urbanísticas não tardaram a chegar. As ruas foram asfaltadas em 1973 e, no ano de 1977, atendendo ao pedido da comunidade que sentia necessidade de um local que proporcionasse entretenimento e prestação de serviço, o então prefeito Jorge Teixeira de Oliveira deu início à construção do CSU (Centro Social Urbano), com recursos do PNCSU (Plano Nacional de Centros Sociais Urbanos). O CSU seguiu o mesmo protocolo de homenagens do período e recebeu o nome do primeiro presidente do regime militar, marechal Humberto de Alencar Castelo Branco, inaugurado em 25 de julho do mesmo ano.
O projeto beneficiava a comunidade com uma extensa área verde, duas piscinas, quadra polivalente e dois campos de futebol. Foi construída também uma creche em tempo integral, atendendo a crianças com idade de três a cinco anos. Enquanto o balneário do Parque Dez perdia seu esplêndor dos primeiros tempos, esquecido pela população que buscava novos recantos de lazer pela cidade, favorecida agora com abertura de novas vias de acesso para a Ponta Negra e o Tarumã, em torno dos conjuntos Castelo Branco I e II se formou uma grande área de conjuntos habitacionais, como: os conjuntos Icaraí, Parque Tropical, Jardim Meridional, Pindorama, Mucuripe I, II e III, Eldorado, Vila do Rei I até IV, Arthur Reis, Barra Bela e Jardim Yolanda; os loteamentos Jardim Nova Friburgo, Jardim Amazonas, Castelinho, Novo Horizonte, Jardim Primavera I e II, Jardim Oriente I e II, Jardim Jakura I e II, Novo Mundo, Portal do Japão I e II, Jardim Sumiré, Parque Shangri-lá I a VII. E também os muitos condomínios ali situados.
Estas novas moradias deram ao bairro seu aspecto atual de importante área residencial, a quarta em renda per capita de Manaus. Numa tentativa de restaurar o antigo atrativo do balneário, o prefeito de Manaus, José Fernandes, empreendeu uma reforma total na área, mas não alcançou o mesmo sucesso de outrora devido ao comprometimento da qualidade das águas do igarapé do Mindu, que sofria as primeiras agressões ambientais por causa das inúmeras residências que despejam os esgotos em seu leito. No entanto, para preservar as imensas áreas verdes do bairro foi criado, em 1992, o Parque Municipal do Mindu, como área de interesse ecológico de 330.000 metros quadrados. No parque, são desenvolvidas atividades científicas, educativas, culturais e turísticas. É um dos últimos refúgios do sauim-de-manaus, macaco que só existe na região da cidade e está ameaçado de extinção.

## Visão Geral

### Alto padrão econômico
O Parque 10 é hoje um bairro que concentra grande atividade comercial sem prejudicar seu aspecto residencial de alto padrão econômico. A comunidade está atendida por agências bancárias, casa lotérica, restaurantes, casas de show e toda a infra-estrutura básica proporcionada pelo poder público. Possui escolas públicas e particulares, uma delegacia especializada, a Delegacia da Mulher, e uma efervescente vida cultural e noturna, como pode ser notada na praça do Caranguejo, no conjunto Eldorado.
A rua do Comércio, no conjunto Castelo Branco, concentra a maioria das lojas e serviços do bairro, mas em todo o perímetro do logradouro pode ser encontrado algum estabelecimento comercial. O Parque Dez faz de sua vocação econômica a principal razão para receber tantos visitantes de outras localidades, que buscam no bairro os serviços de restaurantes e outras atrações proporcionadas pelas empresas instaladas na região. O bairro está próximo de grandes shoppings centers e é servido por variadas linhas de transporte coletivo, que se dirigem para todas as direções da cidade.

Centro Social Urbano (CSU)
Não tem como falar do Parque 10 de Novembro sem citar o famoso "CSU do Parque 10", localizado na Avenida Perimetral, n° 22. 
Dispõe de uma vasta área de esporte, recreação, ginastica, malhação, quiosques e um dos mais tradicionais arraiais da cidade de Manaus o famoso "Arraial do CSU" que conta com varias atrações e comidas típicas de festas juninas. 

Festival Folclórico do CSU do Parque 10
O Festival Folclórico do CSU do Parque já está na sua 42º edição (2023) e é um grande evento que ocorre nos meses de junho a julho no CSU do Parque 10 com várias atrações. 
O evento promove a geração de renda para dezenas de famílias, além de atrair milhares de pessoas que buscam entretenimento de qualidade e que conta com estrutura em dois ambientes para danças temáticas, como quadrilhas e apresentações musicais. 

## Localização
O Parque 10 está localizado na Zona Centro-Sul de Manaus, numa área de 832 hectares, fazendo fronteira com os bairros de:
- Flores
- Cidade Nova
- Aleixo
- Adrianópolis
- Nossa Senhora das Graças
- Chapada

## Dados do bairro
- Total da População (2010): 41 256 habitantes.